# Keagan Mumba
Keagan Mumba (Lusaka, 1960 - ibídem, 30 de marzo de 2014) fue un entrenador de fútbol zambiano que entrenó como último club al Zanaco FC.

## Biografía
Hizo su debut como entrenador en 2003 cuando el Dynamos FC le fichó como entrenador del club, convirtiéndose además en el primer entrenador extranjero en entrenar al equipo. El año de su debut ganó la Copa de Zimbabue, y dos años más tarde, tras un breve paso por el Black Rhinos FC y volver al Dynamos FC, consiguió el Trofeo de la Independencia. Al finalizar la temporada el Zulu Royals sudafricano se hizo con sus servicios. En 2005 se convirtió en el entrenador del Green Buffaloes FC, equipo de su país natal, ganando la Copa de Zambia. Posteriormente también entrenó al Shooting Stars FC, Motor Action FC, Highlanders FC, Nkwazi FC, Green Eagles, City of Lusaka FC, a la selección de fútbol sub-20 de Zambia y al Konkola Blades FC antes de fichar por el Zanaco FC. Ganó la Primera División de Zambia la temporada en la que debutó con el club. Tuvo que dejar el club a finales de 2013 debido a una enfermedad, falleciendo finalmente el 30 de marzo de 2014 en un hospital de Lusaka a los 53 años de edad.

## Clubes
| Club                                 | País      | Año         |
| ------------------------------------ | --------- | ----------- |
| Dynamos FC                           | Zimbabue  | 2003        |
| Black Rhinos FC                      | Zimbabue  | 2003 - 2004 |
| Dynamos FC                           | Zimbabue  | 2004        |
| Zulu Royals                          | Sudáfrica | 2004 - 2005 |
| Green Buffaloes FC                   | Zambia    | 2005        |
| Shooting Stars FC                    | Zimbabue  | 2005 - 2006 |
| Motor Action FC                      | Zimbabue  | 2006 - 2007 |
| Highlanders FC                       | Zimbabue  | 2007        |
| Nkwazi FC                            | Zambia    | 2007 - 2008 |
| Green Eagles                         | Zambia    | 2008 - 2009 |
| City of Lusaka FC                    | Zambia    | 2009 - 2010 |
| Selección de fútbol sub-20 de Zambia | Zambia    | 2010 - 2011 |
| Konkola Blades FC                    | Zambia    | 2011 - 2012 |
| Zanaco FC                            | Zambia    | 2012 - 2013 |

## Palmarés

### Campeonatos nacionales
| Título                     | Club               | País     | Año  |
| -------------------------- | ------------------ | -------- | ---- |
| Copa de Zimbabue           | Dynamos FC         | Zimbabue | 2003 |
| Trofeo de la Independencia | Dynamos FC         | Zimbabue | 2004 |
| Copa de Zambia             | Green Buffaloes FC | Zambia   | 2005 |
| Primera División de Zambia | Zanaco FC          | Zambia   | 2012 |